# LaSiete
LaSiete (inicialment Telecinco 2 fins al 18 de maig de 2009) és un canal de la televisió Digital Terrestre (TDT), operat per Mediaset España. És un subcanal de la coneguda Telecinco juntament amb Cuatro, Factoría de Ficción, Boing, Divinity, Energy, Nueve.

## Història
El canal inicia les seves emissions el 18 de febrer de 2008 amb el nom de Telecinco 2, després d'una reestructuració de l'oferta de TDT de Mediaset España. Telecinco 2 va substituir a Telecinco Sport i FDF Telecinco, a Telecinco Estrellas.
En els seus inicis, es van mantenir en emissió els butlletins informatius d'Eurosport, les repeticions de la Fórmula 1, i també els directes de les Superbikes, tots heretats de Telecinco Sport, i es van afegir a la programació repeticions dels informatius del canal mare, així com continguts solidaris d'ONGs com Greenpeace, Amnistia Internacional o Acnur.
El setembre de 2008, la graella de Telecinco 2 va incloure reemissions dels resums de Gran Hermano 10, a més de connexions al seu canal 24 hores i reposicions dels programes emesos al canal principal, en horari de prime time, en dies posteriors a la seva emissió, reduint-se considerablement els butlletins d'Eurosport.
El desembre de 2008, el Grup Telecinco va firmar un acord de col·laboració amb Turner Broadcasting System per a l'emissió de diverses sèries infantils d'aquesta productora nord-americana al seu canal, com per exemple Las Supernenas, Johnny Bravo, Ed, Edd y Eddy, El laboratorio de Dexter, Mucha Lucha o Tazmania. Aquestes sèries s'emetien a Telecinco els caps de setmana i a Telecinco 2 en horari de matí i tarda durant tota la setmana. Poc després, aquestes sèries van passar a estar incloses al contenidor Boing. Amb el temps aquest contenidor va passar al canal FactoríaDeFicción, mentre Telecinco 2 omplia el buit amb resums de Gran Hermano, Operación Triunfo i Supervivientes.
El 18 de maig de 2009 Telecinco 2 canvia el nom per LaSiete, en una acció de posicionament al dial de la TDT, com ja va fer Veo TV amb el 7 (Veo7), o Antena 3 amb Neox i Nova, posicionant-los en els dials 8 i 9, respectivament.

## Programació
A LaSiete s'hi emeten programes i sèries de producció pròpia (La pecera de Eva), reposicions de Telecinco (Gran Hermano, Operación Triunfo, Supervivientes, Sálvame, ¡Más Que Baile!...), programes adquirits de canals estrangers (Fear Factor), sèries online de Telecinco (Becari@s) i telenovel·les (Rebelde o Camaleones).